# 列寧諾戈爾斯克
54°36′0″N 52°30′0″E / 54.60000°N 52.50000°E
列寧諾戈爾斯克（俄语：Лениного́рск）是俄羅斯韃靼斯坦共和國東南部的一個城市，為列寧諾戈爾斯克區的行政中心。2002年人口66,592人。
1948年建立，1955年設市。